# 89-es busz (Budapest)
A budapesti 89-es jelzésű autóbusz Blaha Lujza tér (Népszínház utca) és a Bláthy Ottó utca között közlekedett. A járatot a Budapesti Közlekedési Vállalat üzemeltette.

## Története
1962. augusztus 6-án az Üllői úti lakótelep és a Dániel út között közlekedő 39A busz jelzése 89-esre módosult, majd november 5-én a Napsugár utcáig hosszabbították. 1962. december 10-én megcserélték a 39-es és a 89-es útvonalát, a 89-es ezután az Üllői úti új lakóteleptől (Aszódi utca) a Margit hídon át Pasarét, Rhédey utcáig (ma Szent János Kórház) járt; ugyanekkor Naphegyen, a Pauler utca és a Hegyalja út között N jelzéssel mikrobuszjárat is indult, ami munkanapokon csak a csúcsidőszakokban, azonban munkaszüneti napokon egész nap közlekedett. 1963. január 14-én 89-es útvonala módosult, a Madách tértől tovább az – Október 6. utca – Zrínyi utca – Lánchíd – Alagút – Mészáros utca – Róka utca – Tigris utca – Párduc utca útvonalon a Naphegy térig közlekedett; visszafelé a Lánchidat követően a Dorottya utcán, Vörösmarty téren és Deák Ferenc utcán érte el korábbi útvonalát. A változtatás következtében az egy hónappal korábban indított N viszonylat megszűnt. 1964. november 21-én útvonalát áthelyezték az újonnan megnyitott Erzsébet hídra, onnan a Krisztina úton keresztül érte el Naphegyet. 1972. december 23-án 89A jelzésű betétjárata indult a Baross tér és a Mikó utca között, ami éjszakánként a Szarvas térig rövidítve is közlekedett.
1977. január 1-jén a járat három részre szakadt: 89A jelzésű betétjáratának útvonalát a Naphegy térig hosszabbították és 78-asra számozták át, Józsefvárosban a Blaha Lujza tér és az Aszódi utca között a 89-es, míg a Nagyvárad tér és az Aszódi utca között az új 89A busz járt. A 89A busz 1979. június 30-án megszűnt. 1980. március 30-án, az M3-as metró Kőbánya-Kispestig tartó szakaszának átadását követően útvonalát a Nagyvárad térig vágták vissza. 1994. június 16-ától közlekedése „ideiglenesen szünetelt”, végül október 3-án hivatalosan is megszüntették.
2019. augusztus 17-én N89-es jelzésű nosztalgiabusz közlekedett a 89-es busz útvonalán a Naphegy tér és az Aszódi utca között.

## Útvonala
| Bláthy Ottó utca felé | Blaha Lujza tér (Népszínház utca) felé |
| --- | --- |
| Blaha Lujza tér (Népszínház utca) vá. – Népszínház utca – József körút – Rákóczi út – Kiss József utca – Népszínház utca – Nagy Fuvaros utca – Mátyás tér – Szerdahelyi utca – Karácsony Sándor utca – Baross utca – Kálvária tér – Diószeghy Sámuel utca – Elnök utca – Bláthy Ottó utca – Bláthy Ottó utca vá. | Bláthy Ottó utca vá. – Bláthy Ottó utca – Üllői út – Korányi Sándor utca – Diószeghy Sámuel utca – Kálvária tér – Baross utca – Karácsony Sándor utca – Szerdahelyi utca – Mátyás tér – Nagy Fuvaros utca – Népszínház utca – Blaha Lujza tér (Népszínház utca) vá. |

## Megállóhelyei
| 0  | Blaha Lujza tér (Népszínház utca) végállomás      | 12 | 7, 7A, 7, 78, 99, 99 4, 6, 28, 37 |
| 2  | Kiss József utca                                  | ∫  | 99                                |
| 3  | Nagyfuvaros utca (↓) Népszínház utca (↑)          | 11 | 99 28, 37                         |
| 4  | Mátyás tér                                        | 10 | 99                                |
| 5  | Karácsony Sándor utca (↓) Szerdahelyi utca (↑)    | 9  | 99                                |
| 7  | Kálvária tér                                      | 8  | 9, 99 83                          |
| 8  | Korányi Sándor utca (↓) Diószeghy Sámuel utca (↑) | 7  |                                   |
| ∫  | Illés utca (Füvészkert)                           | 6  |                                   |
| ∫  | Ludovika tér                                      | 4  |                                   |
| 10 | Orczy út                                          | ∫  | 24                                |
| ∫  | Nagyvárad tér                                     | 3  | 33 24                             |
| ∫  | Üllői út                                          | 1  |                                   |
| 12 | Bláthy Ottó utca végállomás                       | 0  |                                   |